# Calyptridium umbellatum
Calyptridium umbellatum (лат.) — многолетнее травянистое растение рода Calyptridium семейства Монтиевые (Montiaceae). Как и другие виды рода это паразитическое растение.

## Описание
Calyptridium umbellatum — это многолетнее травянистое растение, образующее обычно две или более базальных розеток из толстых, ложкообразных листьев, каждая длиной в несколько сантиметров. Соцветие вырастает из розетки. Представляет собой плотный сферический зонтик из округлых чашелистиков и четырёх маленьких лепестков. У C. umbellatum обычно только одно соцветие на базальную розетку; у родственного вида C. monospermum обычно их больше одного.

## Ареал и местообитание
Calyptridium umbellatum произрастает в западной части Северной Америки от Британской Колумбии до Калифорнии и Колорадо, где растёт в различных типах экосистем, включая районы, неблагоприятные для многих других типов растений, например, с альпийским климатом.
Небольшая подгруппа C. umbellatum находится на песчаных холмах Зайанте, биологическом острове в горах Санта-Крус.

## Галерея

Calyptridium umbellatum
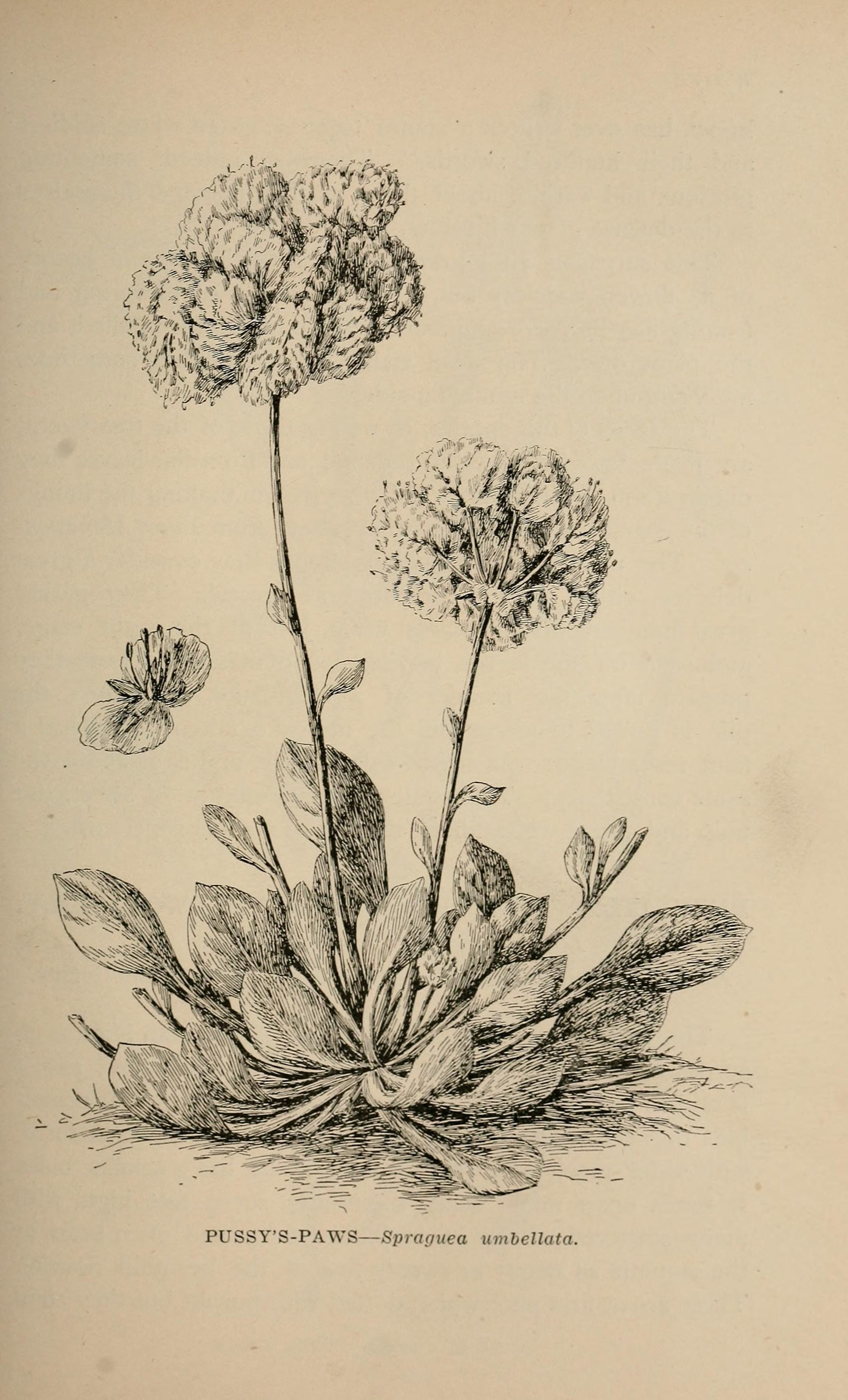
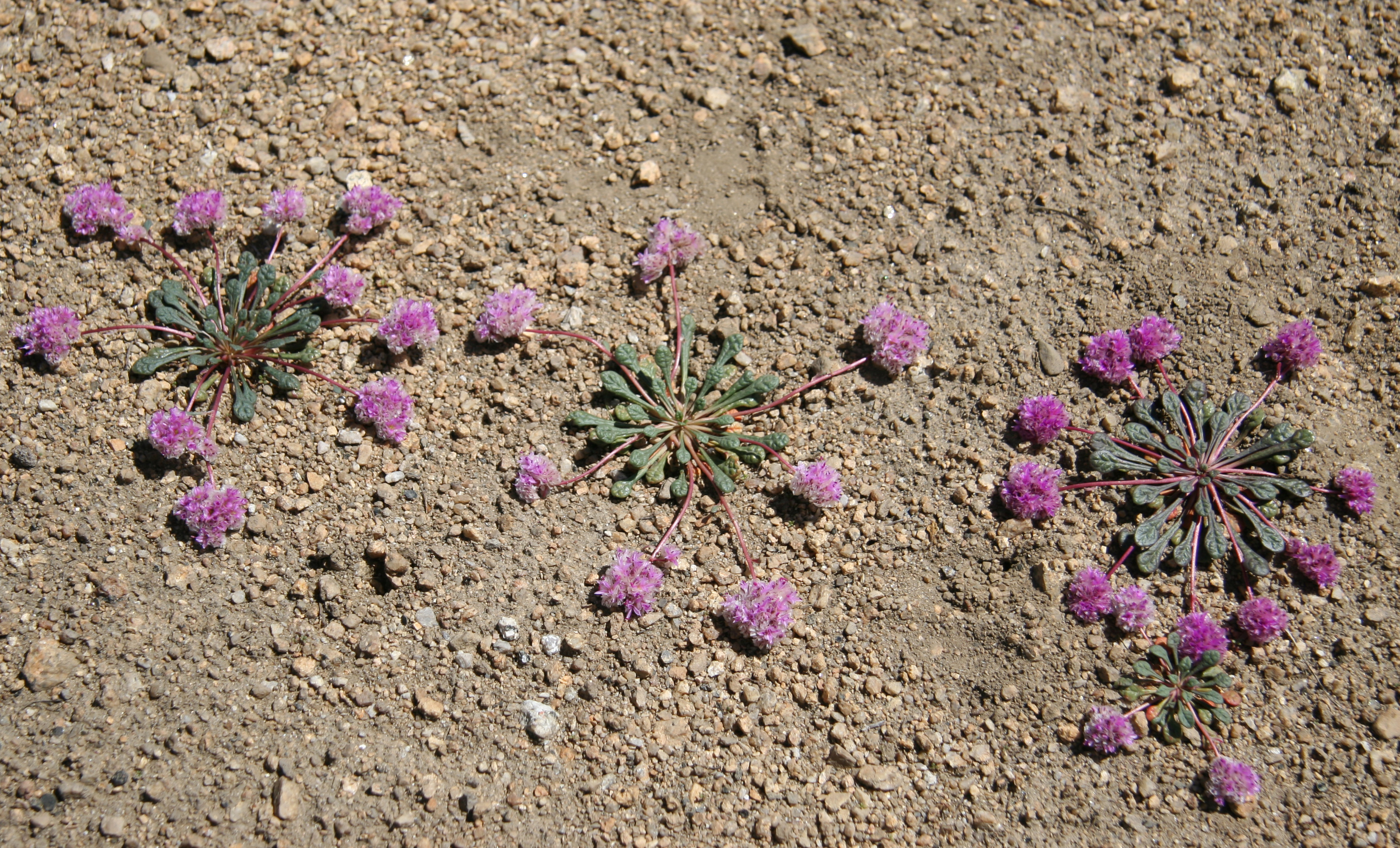
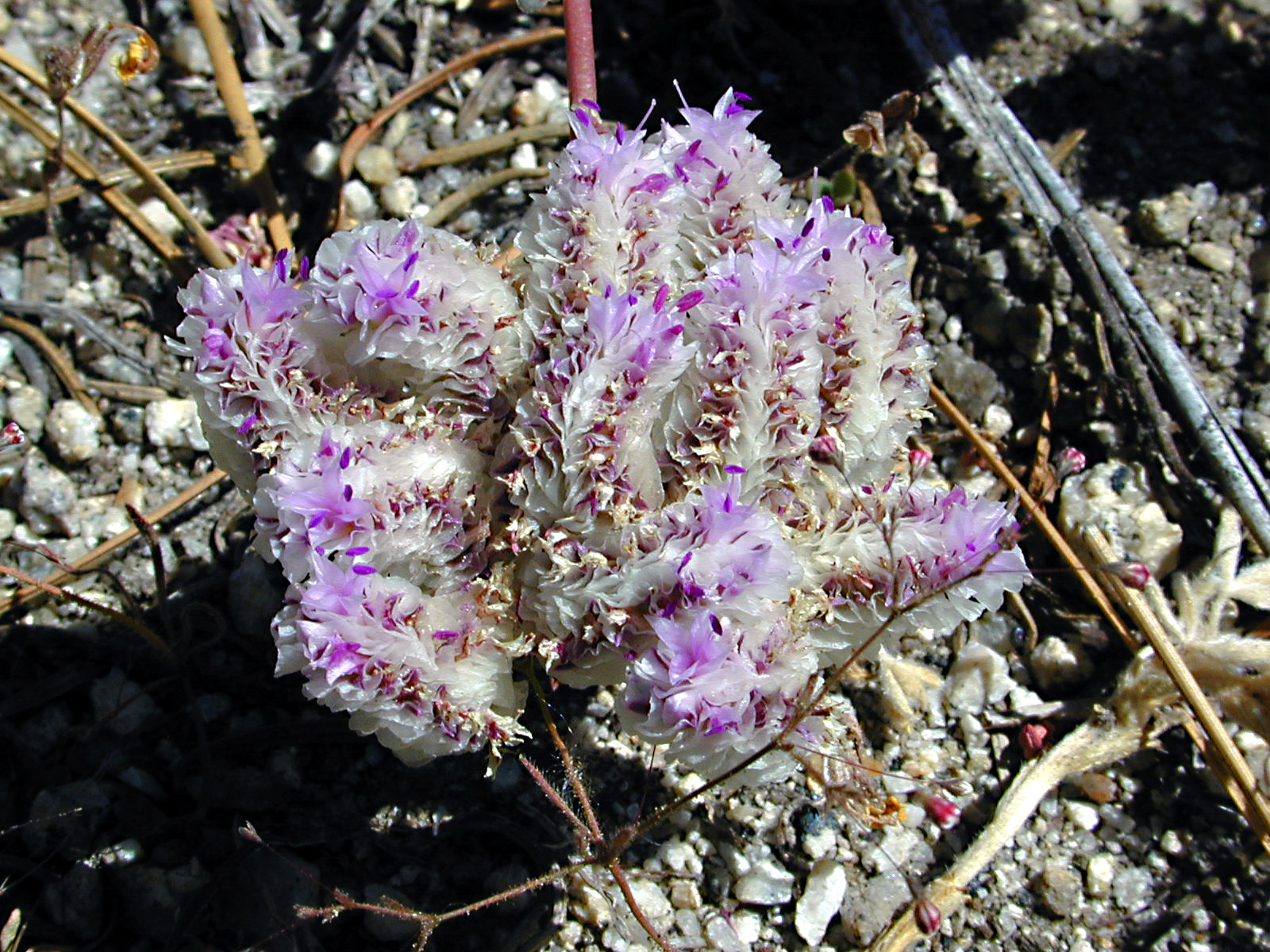
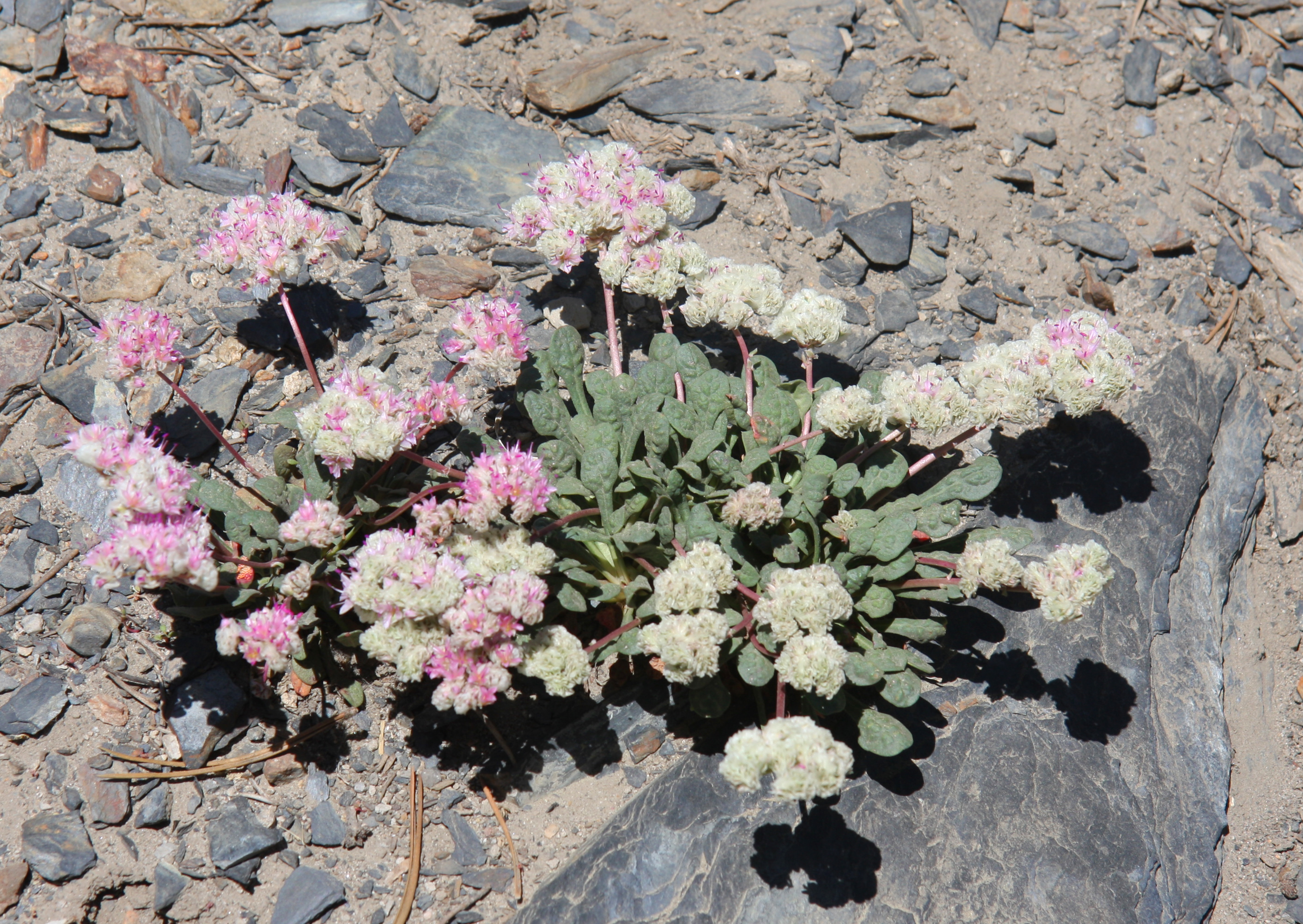
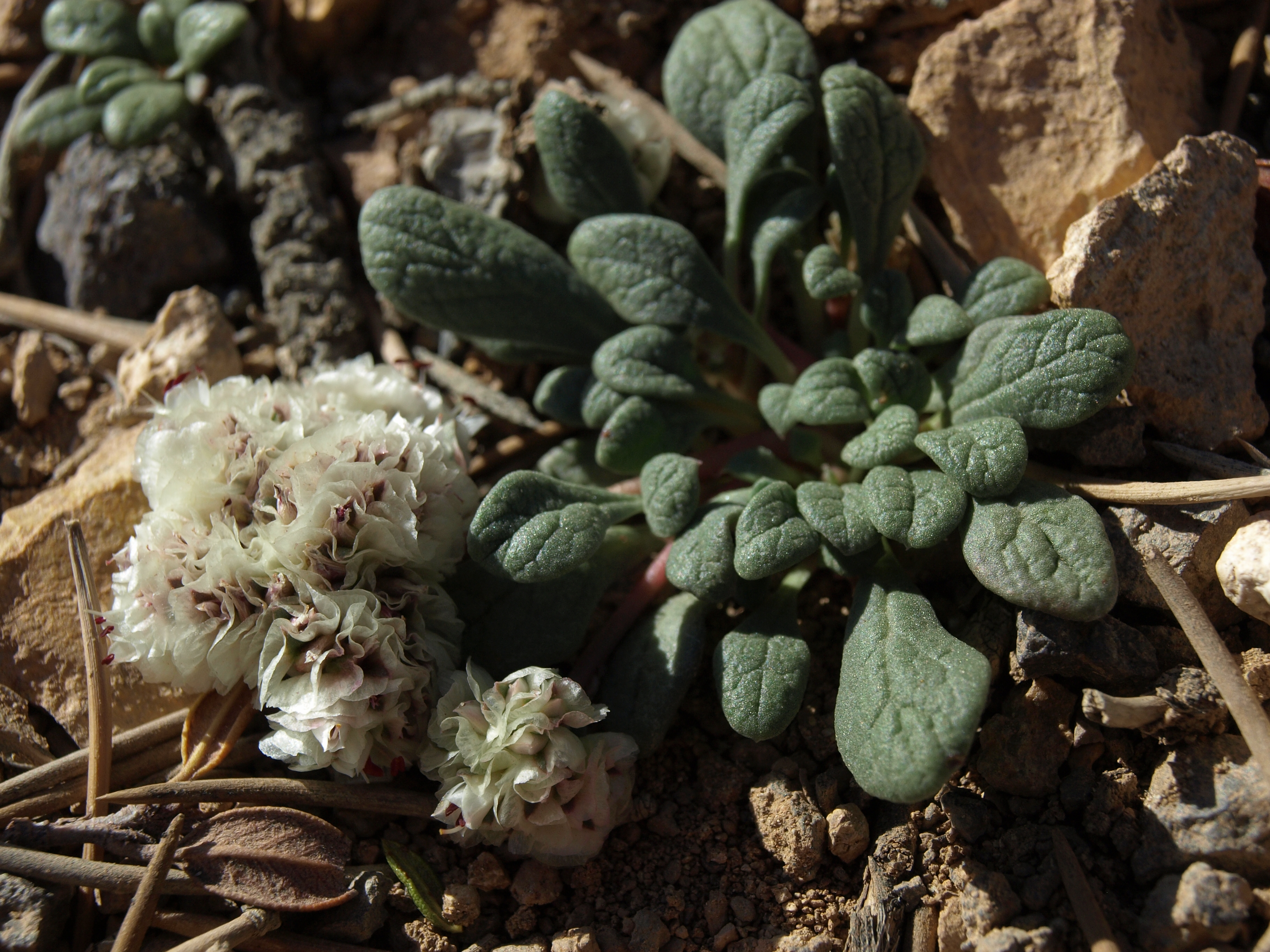